# (120522) 1994 NU2
(120522) 1994 NU2 là một tiểu hành tinh vành đai chính. Nó được phát hiện bởi Henri Debehogne và Eric Walter Elst ở Đài thiên văn La Silla ở Chile ngày 11 tháng 7 năm 1994.